# Sarcófago de Larthia Seianti

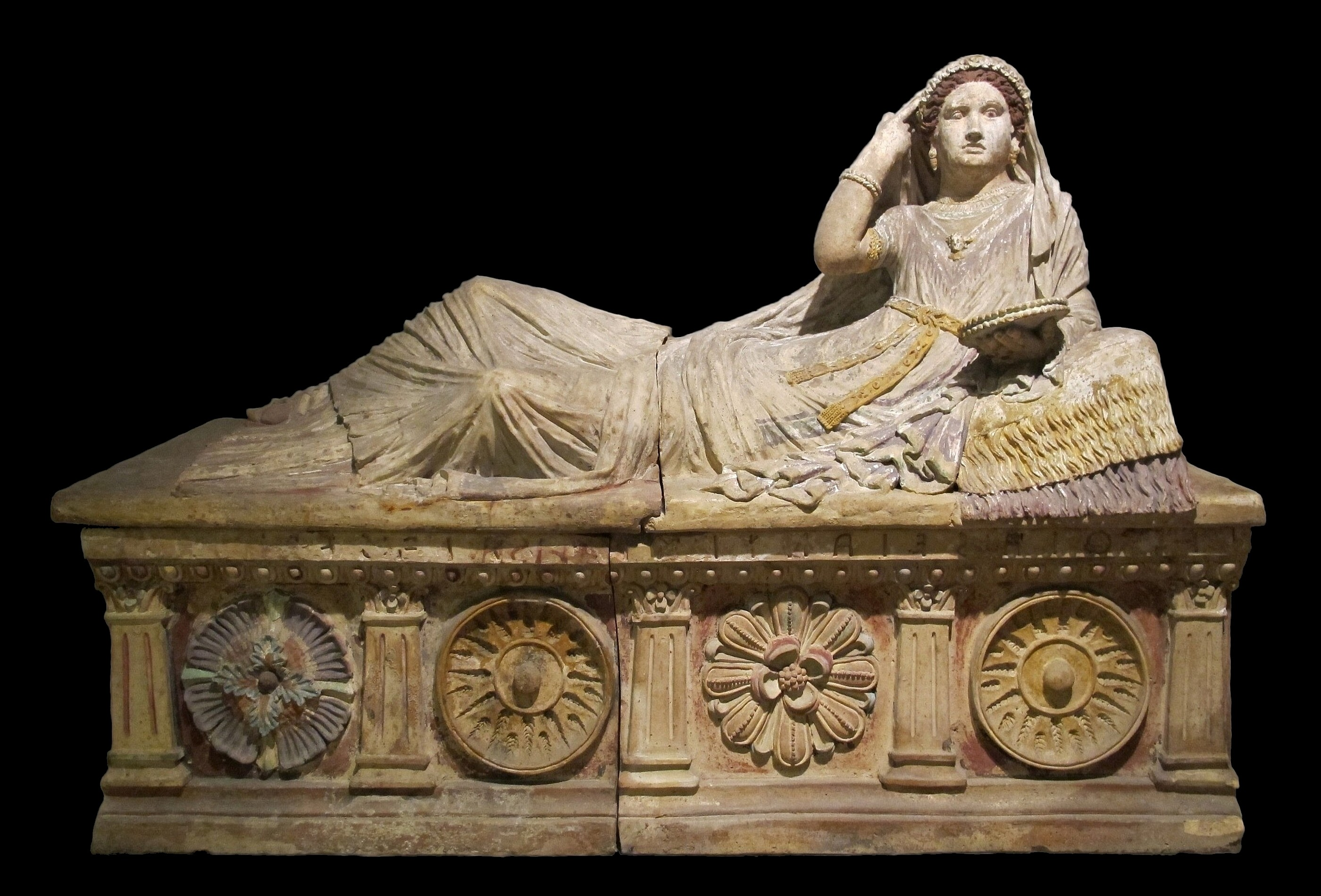
Sarcófago de Larthia Seianti.

El sarcófago de Larthia Seianti es un artefacto etrusco del siglo II a. C. descubierto cerca de Chiusi en 1877. El sarcófago se conserva en el Museo Arqueológico Nacional de Florencia. Es una de las obras más importantes del arte funerario etrusco final.

## Descripción del sarcófago

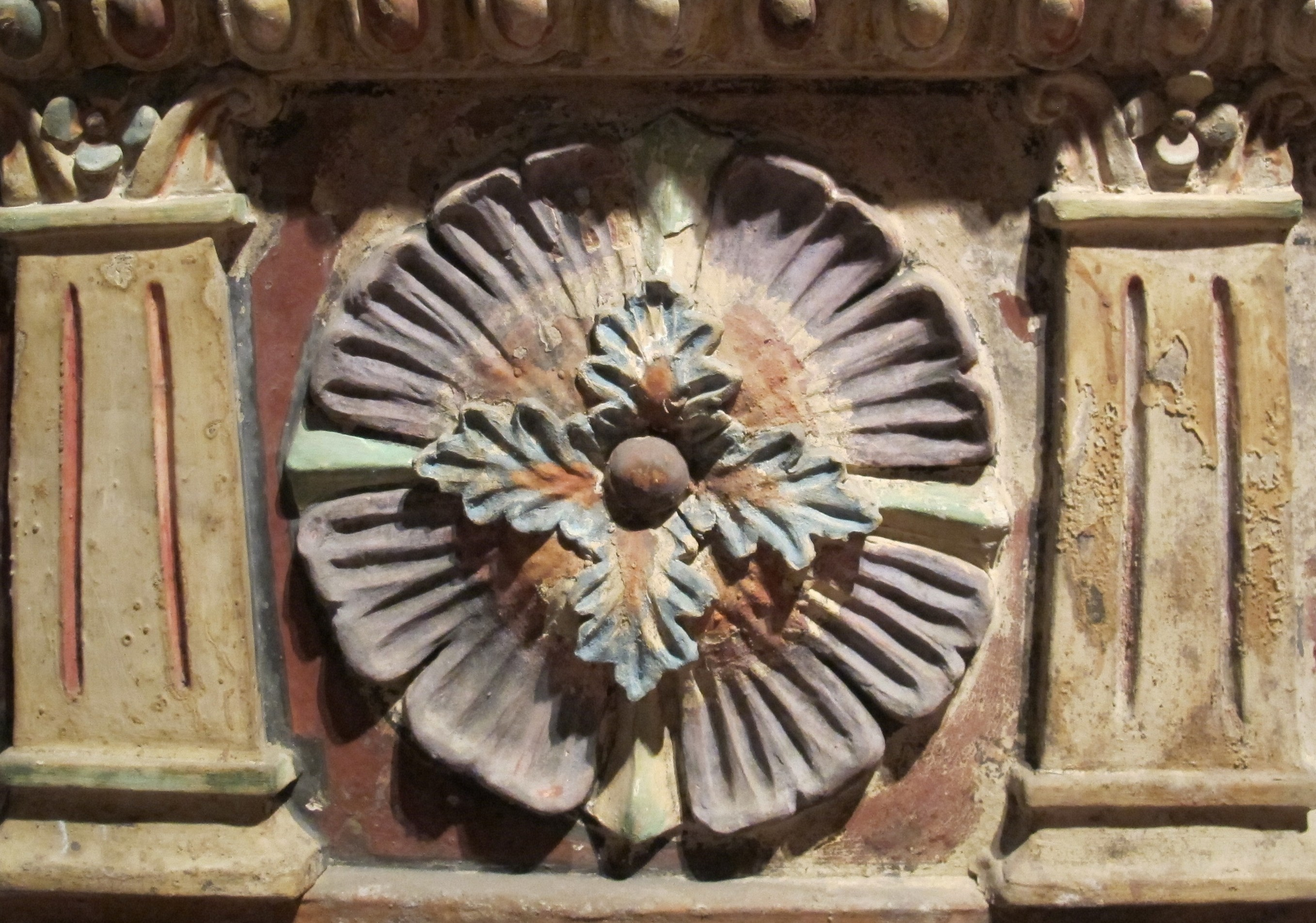
Roseta entre dos triglifos.

Con 1,64 m de largo, 54 cm de ancho y 1,05 m de alto el sarcófago está hecho de terracota y cubierto con una capa blanca que simula mármol. En esta capa ciertos elementos fueron pintados con intensos colores brillantes. Aunque los colores han ido desvaneciéndose desde que se descubrió, lo que queda de ellos todavía se puede ver claramente. El sarcófago está dividido en el frente por cinco triglifos en cuatro campos, que se decoran alternativamente con rosetas de color violeta y rojo y dos páteras amarillas. 

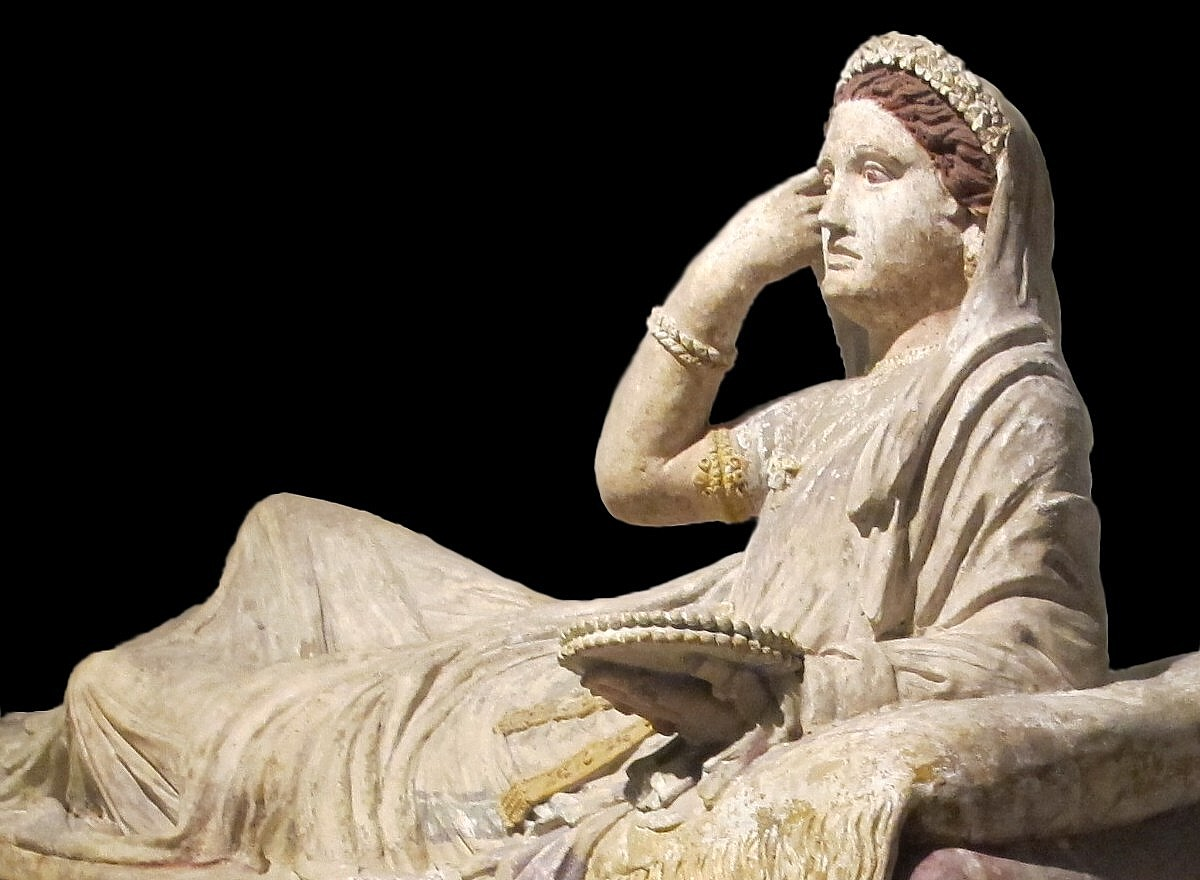
Vista lateral de la figura de terracota.

En el sarcófago, Larthia Seianti es representada como una mujer joven, recostada. Se apoya con el brazo izquierdo sobre dos almohadas de rayas con flecos largos. Una almohada es amarilla, la otra violeta, las rayas son blancas. Su cabeza está cubierta con un velo, que tira hacia un lado con la mano derecha. Tiene el cabello recogido y ondulado que le enmarca la frente y las sienes. En la cabeza lleva una diadema decorada con rosetas. Es probable que los puntos rojos en las rosetas representen piedras preciosas.
Sostiene un espejo circular en su mano izquierda. La superficie reflectante está pintada de azul, el marco en amarillo. Al igual que con las joyas, el color amarillo representa al oro. Lleva dos brazaletes de oro en su brazo derecho y seis anillos con engastes rojos representando la cornalina en su mano izquierda. En sus orejas cuelgan piedras de ámbar con colgantes de bellotas en oro. Alrededor de su cuello tiene un collar ancho y una cadena más larga con una cabeza de Medusa como colgante.
Larthia Seianti lleva una túnica hasta el suelo y sobre ella una fina estola que cubre la cabeza, los hombros, las caderas y las piernas. La túnica tiene un escote en forma de V con un borde de color y está bordeada verticalmente por una ancha cinta púrpura entre dos estrechas franjas verdes. El resto del vestido es blanco. Un cinturón dorado trenzado con adornos rojos se ata alrededor de la túnica justo bajo el pecho, cuyos extremos cuelgan como adorno. Su pie derecho sobresale por debajo de la túnica, el otro pie está cubierto porque sostiene su pierna izquierda en ángulo. La sandalia de cuero en su pie derecho tiene una cubierta roja con una barra verde, que se supone simula el bronce.

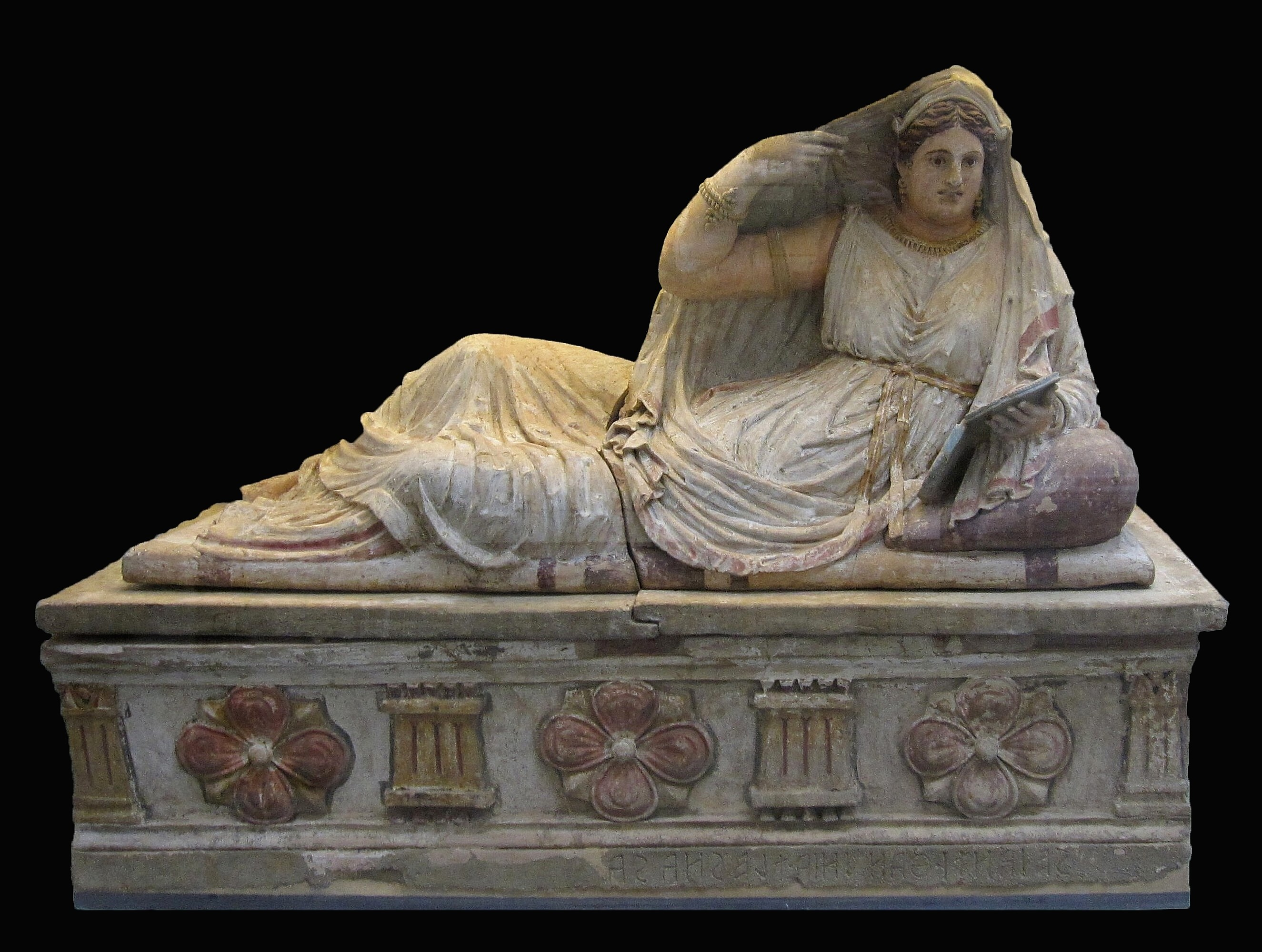
Sarcófago de Seianti Hanunia Tlesnasa.

El sarcófago es similar en estilo y técnica al sarcófago de Seianti Hanunia Tlesnasa, que proviene de una tumba de una sola cámara cerca de Chuisi y se encuentra en el Museo Británico de Londres. La difunta se muestra en la misma postura y vestimenta que Larthia Seianti, pero su cuerpo es más voluptuoso y su rostro más lleno. Es probable que ambas personas pertenecieran a la misma familia aristocrática. La construcción de las cámaras funerarias y el estilo de los objetos de arte encontrados en ellas apuntan al siglo II a. C. Algunas investigaciones recientes datan ambos sarcófagos alrededor del 150 a. C. Según otra opinión, el sarcófago de Larthia Seianti es de 20 a 30 años más antiguo y data de 180 a 170 a. C. 
Los dos sarcófagos están finamente elaborados y ricamente decorados en comparación con otros sarcófagos de terracota de este período. Los colores utilizados, como el llamado azul egipcio, del que se pueden encontrar restos en el espejo, eran preciosos y caros. La fabricación del sarcófago requirió una gran artesanía, ya que la figura y el sarcófago se hicieron a partir de un total de cuatro piezas que se ensamblaron después de la cocción. La figura fue hecha a mano, usando probablemente moldes para decorar el sarcófago.

## Atuendo de novia

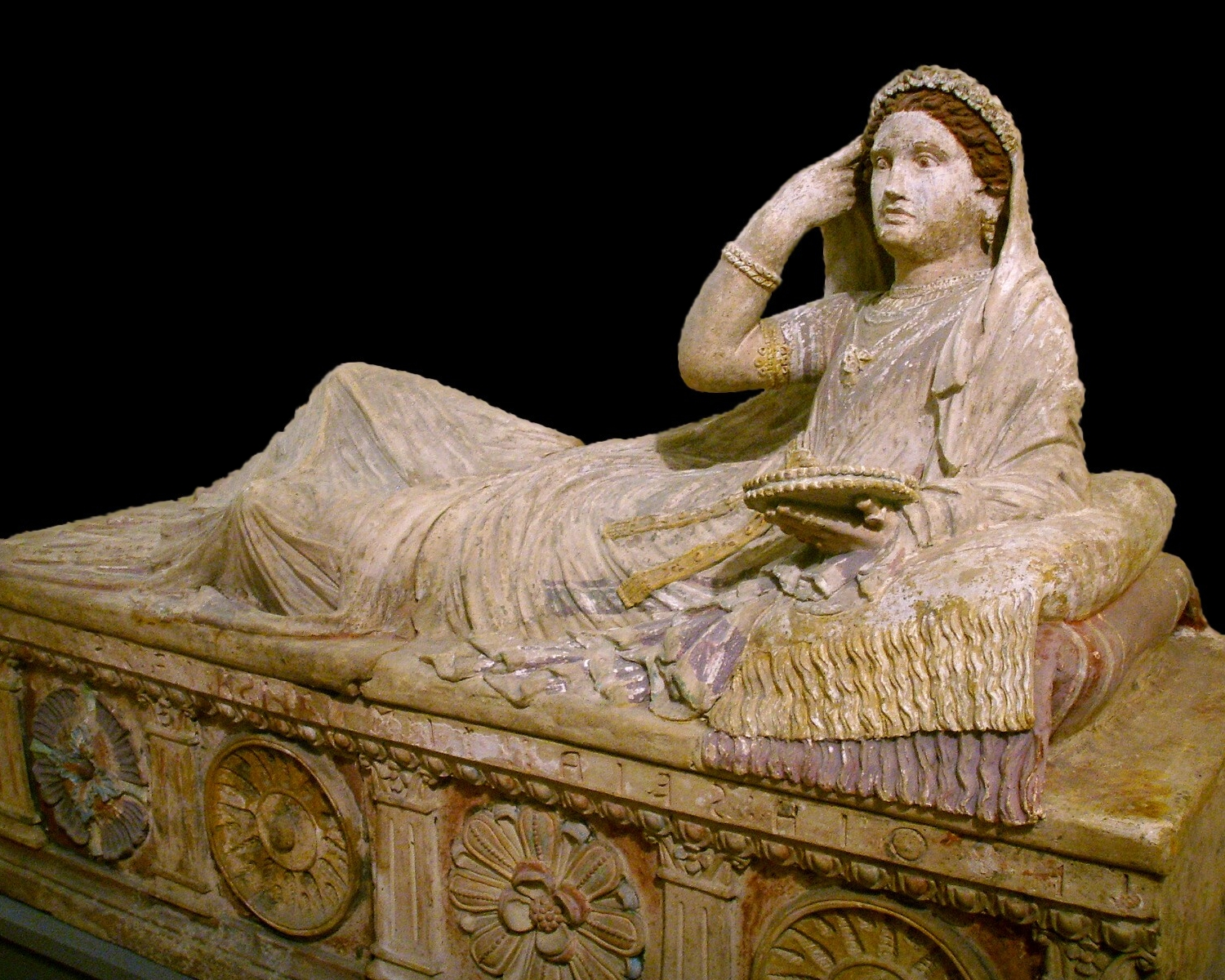
Larthia Seianti luce atuendo de novia.

Entre los etruscos, una parte significativa del interés artístico por mujeres con joyas se centraba en la representación de las novias. Como en muchos otros pueblos y civilizaciones, las ceremonias de boda eran una oportunidad importante para mostrar la importancia y la riqueza de la familia a través de las joyas y la ropa. Los regalos de joyería para la novia eran comunes en muchas culturas antiguas. Algunas eran ciertamente reliquias antiguas conservadas de generación en generación, otras eran hechas expresamente por la familia de la novia con decoraciones de acuerdo con la tradición familiar. De esta forma, el vínculo con la familia de la novia se mantenía intacto mientras la novia se unía a la familia de su marido. Otras piezas de joyería eran regalo del novio o sus familiares como señal de que la nueva esposa se había unido a la familia. Por lo tanto, se puede suponer que Larthia Seianti es retratada como una novia, ya que sus joyas, incluidos brazaletes, collares, anillos y una diadema, son una parte tan importante de su presentación. El cinturón dorado trenzado, con un nudo de Heracles o nudo cuadrado anudado también era uno de los elementos rituales del atuendo de novia en la antigüedad, el cual solo desataba el novio en la noche de bodas.
Las joyas de Larthia Seianti representan tipos que eran comunes en el Mediterráneo en ese momento y sugieren una estética cosmopolita que fue popular en el período etrusco final. Los etruscos expandieron su ornamentación para incluir formas helenísticas, quizás también porque los etruscos estaban expuestos a influencias externas más fuertes en vista de la creciente presencia romana.

## La representación como retrato

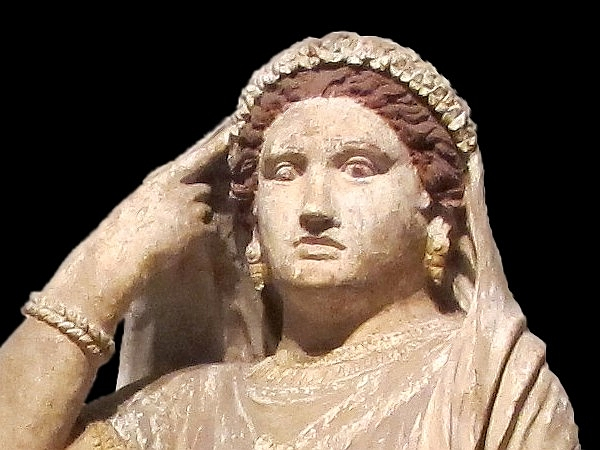
Cabeza y torso de la figura.

Se pueden distinguir las siguientes etapas en el desarrollo del retrato en el arte: El primer impulso que se manifiesta en su forma más ingenua, asigna un cierto nombre a una imagen general. El retrato tipológico intenta indicar el estado de la persona representada (un rey, un guerrero, un dios, una sacerdotisa) y su edad (joven, anciana). Posteriormente el retrato fisonómico intenta imitar exactamente las características individuales de la persona y reproducir las características físicas de manera veraz. Finalmente, al retrato se le dará una expresión psicológica que intente reflejar el carácter de la persona retratada.
En la figura de Larthia Seianti, los rasgos faciales y los rasgos fisonómicos apenas destacan. La caracterización del rostro no parece ir más allá de la representación genérica de una joven matrona haciendo alarde de su estatus y riqueza. La similitud del rostro con el de la Seianti Hanunia Tlesnasa también sugiere que no existe una correspondencia particular entre la difunta y su imagen. Por tanto, la investigación predominantemente lo describe como un retrato tipológico simple.

## Las inscripciones en el sarcófago

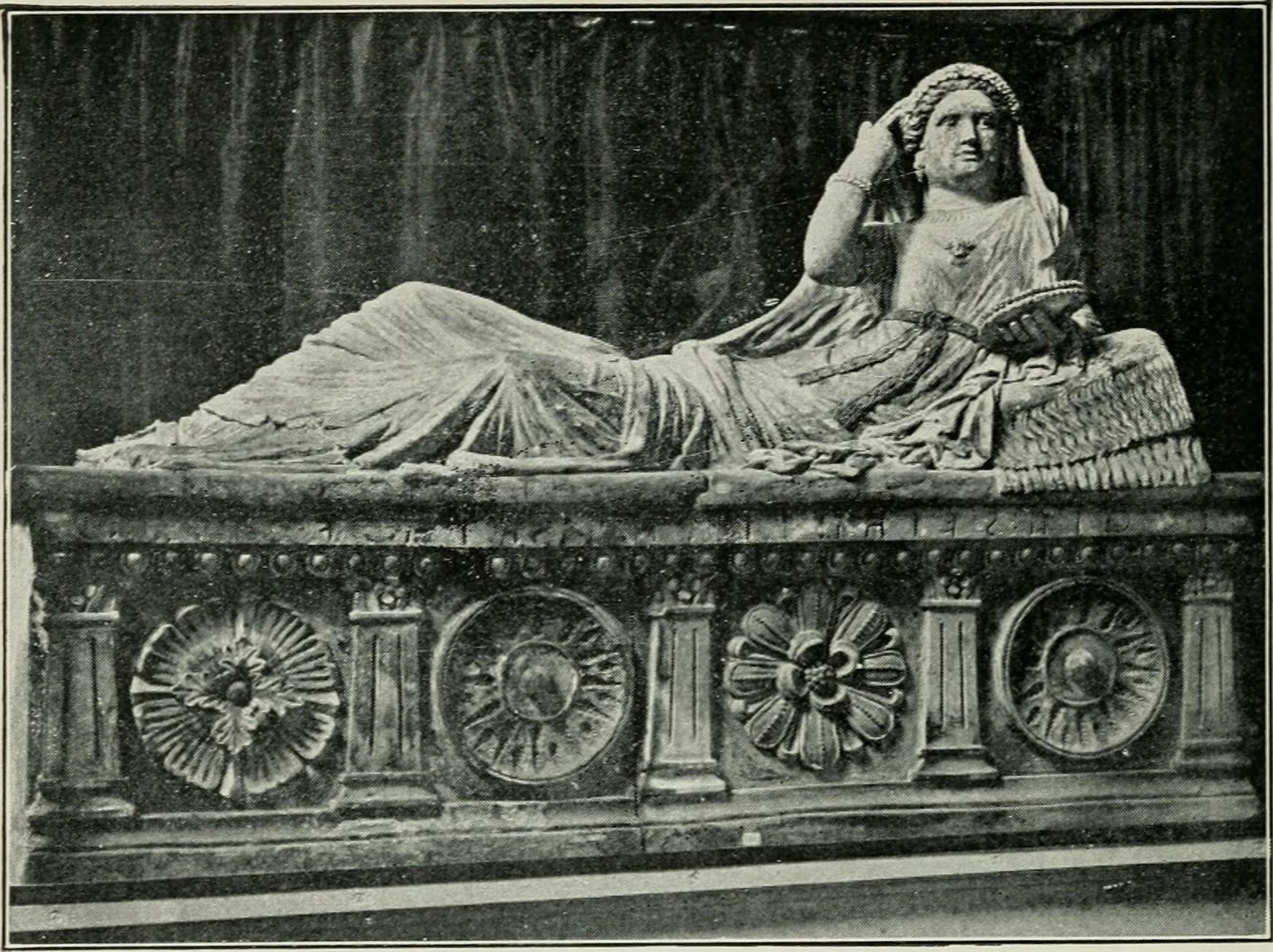
Fotografía del sarcófago de 1910.

El nombre de Larthia Seianti estaba impreso en la repisa superior antes de la cocción. Posteriormente se enyesó el grabado y se le pintó un nombre, que hoy ha desaparecido casi por completo y no se puede descifrar. De acuerdo con los hábitos de escritura etruscos, las letras están reflejadas y ordenadas de derecha a izquierda.
Grabado: LARTHIA: SEIANTI: S .. . . . I: SVE. . .
Sobrepintado :. . . TI. . . . A: LAR. . . LISA:. . . . . . . NIASA
Esto genera cierta incertidumbre sobre la identidad de la persona enterrada aquí. El grabado probablemente nombra el nombre de la mujer que iba a ser enterrada aquí primero o que quizás encargó el sarcófago sin usarlo. El segundo nombre podría designar a la mujer que en realidad fue enterrada en este sarcófago después de que la primera no fue enterrada en él por razones desconocidas. Por tanto, la relación real entre la fallecida que fue inhumada en este sarcófago y el resto de personas de la tumba familiar no está clara.

## El descubrimiento de la tumba
A un km al noreste de Chiusi en la necrópolis de Martinella se descubrió en 1877 la tumba de varias cámaras de la familia Larcna, en la que se encontraba el sarcófago de Larthia Seianti. El dueño de la tumba, y el único hombre enterrado allí con cuatro mujeres, era Laris Larcna Cencual. Fue enterrado en un sarcófago sencillo con forma de casa. Las cenizas de su primera esposa, Fasi Velui, se guardaron en una urna cineraria. Larthia Seianti fue probablemente su segunda esposa, enterrada en un rico sarcófago figurativo. Seianzi Viliana, quien también fue enterrada en un sarcófago, fue inicialmente considerada la tercera esposa, pero finalmente fue identificada de manera más convincente como la sobrina del patriarca. La variedad de tipos de entierros y las diferentes cualidades de la urna y sarcófagos que se encontraron en la misma tumba son instructivas. El sarcófago de Larthia Seianti es, con diferencia, el más magnífico y, junto con el de Seianti Hanunia Tlesnasa, un hito artístico en la producción final de sarcófagos para familias aristocráticas de Chiusi.

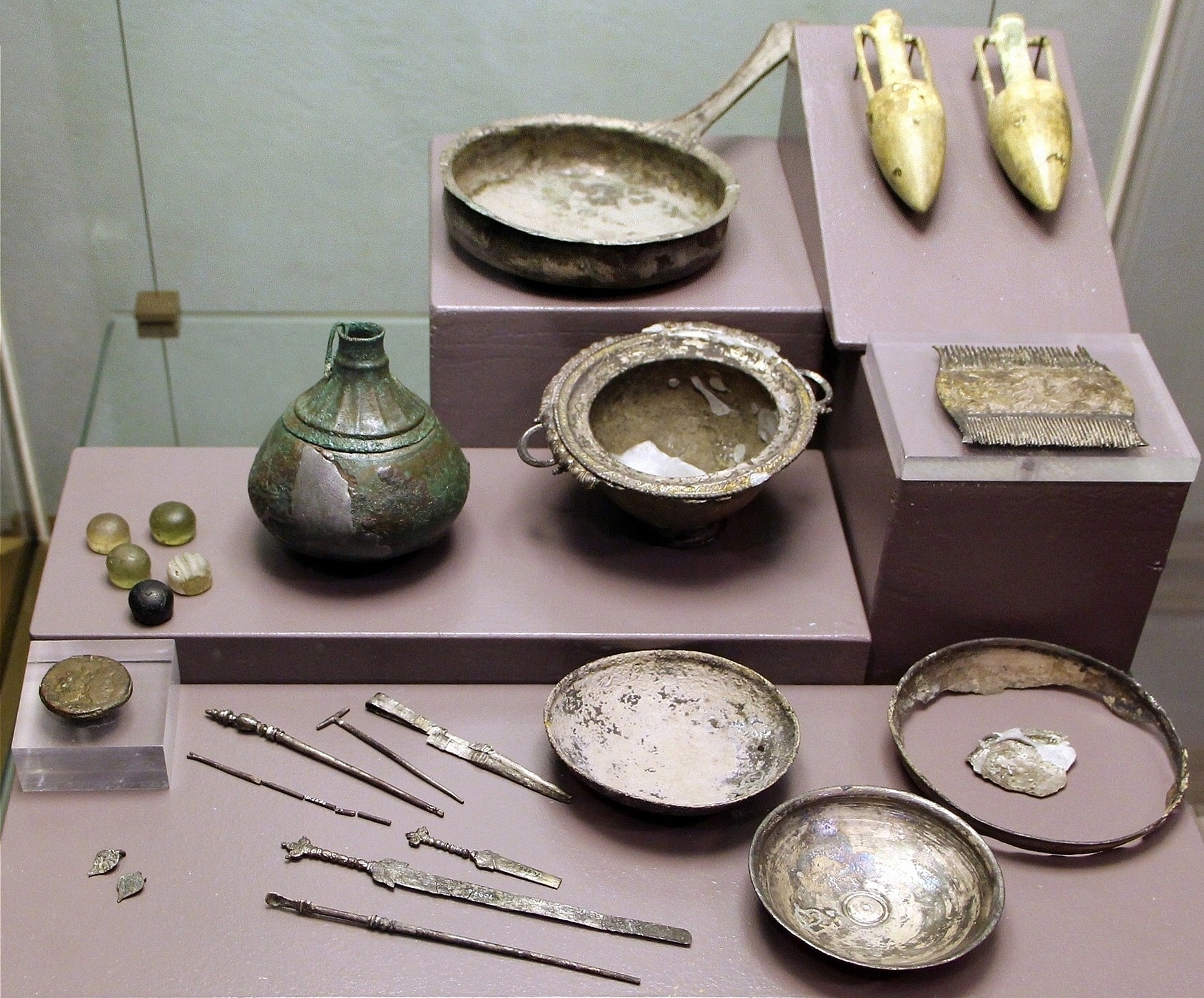
Objetos funerarios de Larthia Seianti.

El rico ajuar da testimonio del alto rango de la difunta. Una colección de artículos de tocador y vajilla en miniatura hechas de plata, vidrio, alabastro y bronce rodeaban el sarcófago:
- Plata: 1 sartén; 1 crátera; 1 peine doble; 3 páteras; 3 pines; 1 cucharilla para aplicar cosméticos; 3 agujas (una quizás un fragmento de una fíbula); 1 par de pinzas.
- Vidrio: 5 piezas a juego de diferentes colores.
- Alabastro: 2 ánforas .
- Bronce: 1 botella.

La vajilla en miniatura representa el banquete aristocrático, uno de los eventos típicos de la vida de los ricos y un tema recurrente en las pinturas de las tumbas etruscas. El valor especial del metal con el que se fabricaron estos artículos es una prueba más de la riqueza de la difunta. Su honor más allá de la muerte subraya el papel destacado de la mujer entre los etruscos. A las mujeres etruscas, a diferencia de las griegas, se les permitía sentarse a la mesa en el kline y, a diferencia de muchas mujeres romanas de la última república, tenían su propio nombre de pila y, a menudo, un nomen femenino.
Dentro del sarcófago se encontró una moneda romana gastada, un as con una cabeza de Jano en el anverso y la proa de un barco en el reverso. Las monedas de este tipo se fabricaron entre el 189 y el 180 a. C., por lo que se puede suponer que el entierro sucedió entre el 180 y el 170 a. C. La moneda probablemente estaba destinada a pagar a Caronte, el barquero de los muertos en el inframundo.
El descubrimiento de la tumba multicámara se mencionó por primera vez en 1879 en la Gazette archéologique: recueil de monumentos pour servir à la connaissance et à l'histoire de l'art antique (Revista arqueológica: colección de monumentos al servicio del conocimiento y la historia del arte antiguo) .

## Antecedentes culturales e históricos

Mapa del territorio etrusco y zona de influencia con las ciudades más importantes.

Chiusi (Clevsin en etrusco), ubicada en el norte de Etruria, fue una de las ciudades etruscas más importantes y uno de los asentamientos más antiguos de los etruscos. Pertenecía a la Liga de las Doce Ciudades. Al comienzo del siglo III a. C. el área alrededor de Chiusi fue escenario de la lucha de los romanos contra galos, etruscos y umbros (batalla de Sentino). La familia Seianti puede haber sido originalmente de la cercana Sentinum y haber huido de allí a Chiusi después de la batalla. Con la construcción de la Vía Cassia, Chuisi quedó bajo la influencia romana, pero pudo mantener su orden aristocrático-oligárquico. La familia Seianti evidentemente todavía era muy rica, ya que pudieron amueblar las tumbas de sus difuntos de manera tan espléndida. Los sarcófagos se encuentran entre las últimas creaciones de arte genuinamente etruscas. Solo 150 años después la cultura etrusca se había disuelto por completo en el curso de la romanización, y su lengua y arte habían desaparecido.